# August Lehmann
August Lehmann (Zürich, 1909. január 26. – 1973. szeptember 13.) svájci labdarúgóhátvéd.